# La Manche
La Manche (eng. English Channel, fra. Manche – rukavac, bretonski: Mor Breizh, kornijski: Mor Brettanek) je dio Atlantskog oceana koji odvaja otok Veliku Britaniju od sjeverne Francuske te spaja Atlantski ocean i Sjeverno more.
Dug je oko 563 km, a širok oko 240 km. Doverski prolaz je najuži dio kanala, koji je širok samo 34 km (od Dovera do Cap Gris Neza) i nalazi se na najistočnijem dijelu prolaza. Za vrijeme Rimskog Carstva prolaz se zvao Oceanus Britannicus, a do 1549. godine Britansko more.
Ovo je jedno od najprometnijih mora na svijetu.

## Zemljopis
Kanal je povezan sa:
- Sjevernim morem kod Doverskih vrata na istoku, te s
- Atlantskim oceanom na zapadu.

Ulaz La Manchea u Atlantik je obilježen kod Sorlinguesa na sjeveru i Ouessantea na jugu.
Države koje graniče s La Mancheom su:
- Ujedinjeno Kraljevstvo na sjeveru i
- Francuska na jugu.

Regije Francuske koje graniče s La Mancheom su: Nord-Pas-de-Calais, Pikardija, Gornja Normandija, Donja Normandija i Bretanja.
Francuski departmani koji imaju izlaz na La Manche su: Nord, Pas-de-Calais, Somme, Seine-Maritime, Calvados, Manche, Ille-et-Vilaine, Côtes-d'Armor te Finistère.
Engleska vojvodstva koja graniče s kanalom su: Cornouailles, Devon, Dorset, Hampshire, West Sussex, East Sussex te Kent.
Jedinstvene engleske uprave koje graniče s La Mancheom su: Otok Wight, Bournemouth, Brighton and Hove, Plymouth, Poole, Portsmouth, Southampton i Sorlingues.

## Prijevoz
Budući da je kanal ulaz u Atlantik u Sjeverno more, La Manche je glavni morski prometni pravac između Atlantika i Sjeverne Europe (četvrtina svjetskog pomorskog prometa prolazi kroz La Manche). Dug je oko 563 km, a širok oko 240 km. Prolaz Dover najuži je dio kanala, širok 34 km, s posebnom regulacijom pomorskog prometa. 
Dana 6. svibnja 1994. godine, otvoren je Eurotunel, dugačak 50 km, ispod kanala, koji željeznicom povezuje Veliku Britaniju i kontinentalnu Europu.
I danas je vrlo frekventan pomorski promet između luka Francuske i Velike Britanije.

Trajektne veze su između mjesta:
- Dover - Calais
- Dover - Boulogne sur mer
- Newhaven - Dieppe
- Portsmouth - Caen
- Portsmouth - Cherbourg
- Portsmouth - Le Havre
- Poole - Saint-Malo
- Weymouth - Saint-Malo
- Plymouth - Roscoff

## Vanjske poveznice
- Oceanus Britannicus ili Britansko more
- Channel swimmers website  Arhivirana inačica izvorne stranice od 14. lipnja 2006. (Wayback Machine)
- Channel Swimming Association